# Arconce
Pour les articles homonymes, voir Arconce (homonymie).
L'Arconce est une rivière française, affluent de la Loire en rive droite. Elle traverse la partie sud-occidentale du département de Saône-et-Loire, en région de Bourgogne-Franche-Comté et plus précisément le Charolais et le Brionnais.

## Le cours de l'Arconce

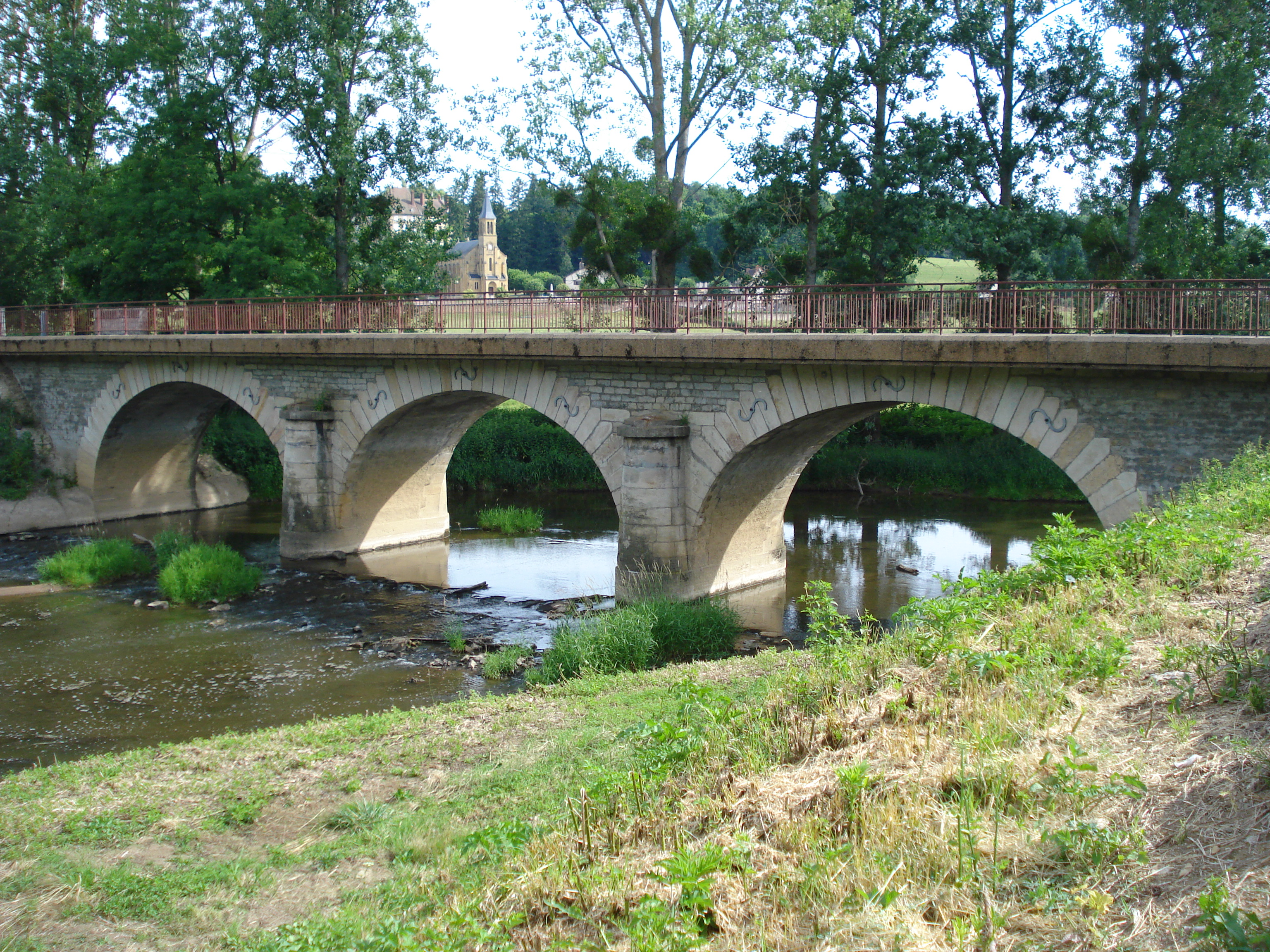
Pont sur l'Arconce à Lugny-lès-Charolles.

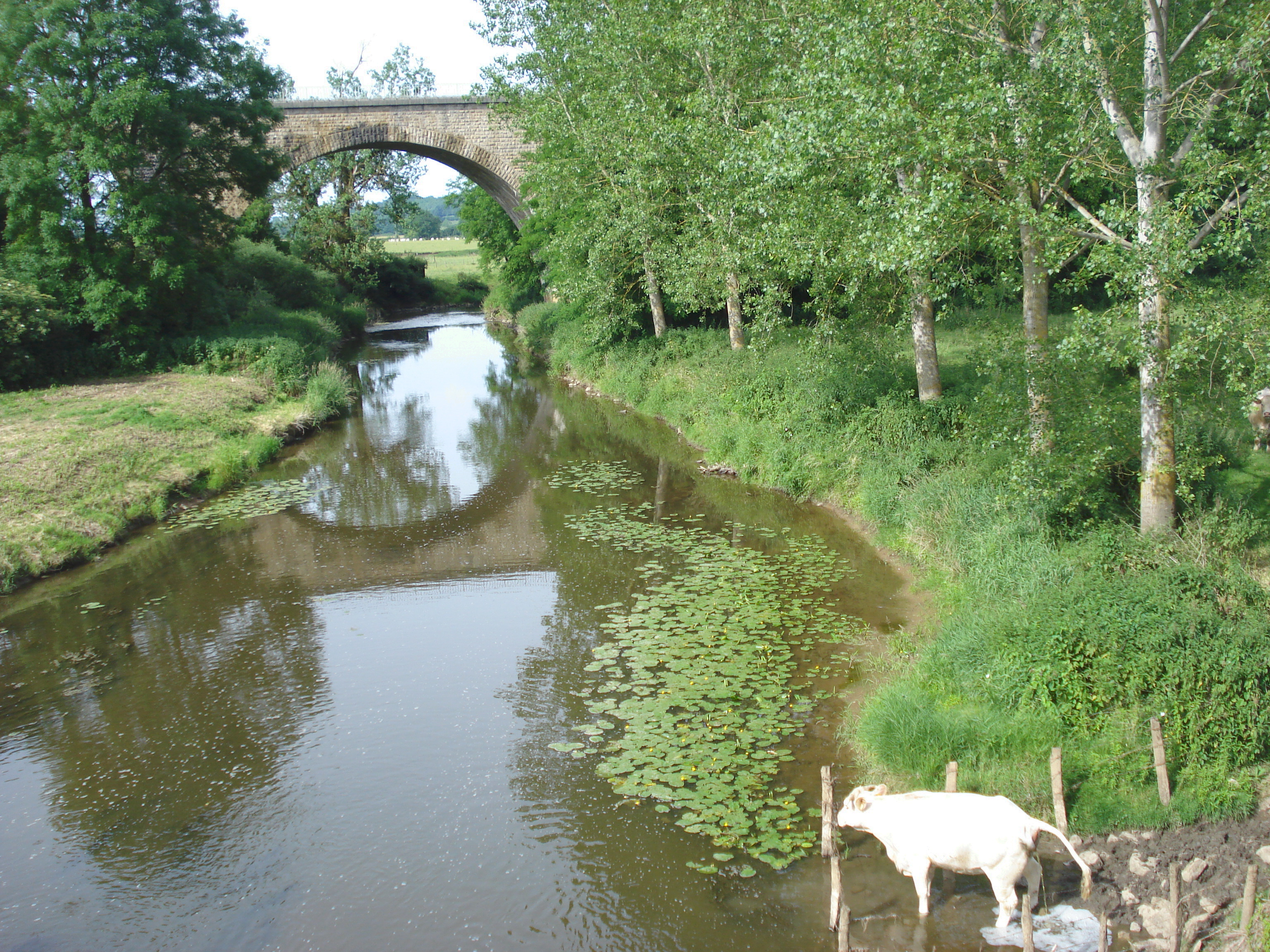
L'Arconce avec pont de chemin de fer à Lugny-lès-Charolles.

L'Arconce prend sa source en Saône-et-Loire, au sud du Mont-Saint-Vincent, à quelque 440 mètres d'altitude, à une dizaine de kilomètres au sud-est de Montceau-les-Mines sur le territoire de Mary, et prend d'emblée la direction du sud. Elle forme peu après l'étang du Rousset et continue sa route en direction du sud-ouest. Son cours comporte de très nombreux méandres. Arrivée au niveau de la forêt des Charmays, près d'Anzy-le-Duc, elle change brusquement d'orientation et se dirige vers le nord-nord-ouest, parallèlement à la Loire, dans laquelle elle finit par se jeter à Varenne-Saint-Germain, un peu en amont de la ville de Digoin.
L'Arconce baigne notamment la ville de Charolles, ainsi qu'Anzy-le-Duc.
L'Arconce n'a que de tout petits affluents, dont les trois principaux se trouvent sur la rive gauche : l'Ozolette, la Semence et la Belaine.

## Hydrologie
L'Arconce est une rivière assez abondante, comme la plupart des cours d'eau du Charolais. Son débit a été observé sur une période de 38 ans (1970-2007), à Montceaux-l'Étoile, localité toute proche de son confluent avec la Loire. Le bassin versant de la rivière est de 599 km2.
Le module de la rivière à Montceaux-l'Étoile est de 5,65 m3/s.
L'Arconce présente des fluctuations saisonnières de débit assez marquées, avec des hautes eaux de fin d'automne-hiver portant le débit mensuel moyen à un niveau situé entre 6,5 et 11,8 m3/s, de novembre à mars inclus (avec un maximum en février). Dès fin mars le débit diminue progressivement tout au long du printemps pour aboutir à la période des basses eaux qui se déroule de la mi-juin à la mi-octobre, amenant une baisse du débit moyen mensuel jusqu'à 1,15 m3 au mois d'août, ce qui reste assez confortable, il est vrai. Mais les fluctuations de débit peuvent être plus importantes d'après les années et observées sur des périodes plus courtes. 

### Étiage ou basses eaux
À l'étiage le VCN3 peut chuter jusque 0,18 m3, en cas de période quinquennale sèche, 
soit 180 litres par seconde, ce qui n'est pas encore trop sévère, et correspond à la moyenne des cours d'eau d'autres rivières du bassin de la Loire.

### Crues
Les crues peuvent être importantes, caractéristique partagée par la plupart des affluents de la Loire. Les QIX 2 et QIX 5 valent respectivement 55 et 72 m3/s. Le QIX 10 est de 84 m3/s, le QIX 20 de 95 m3, tandis que le QIX 50 vaut 110 m3/s.
Le débit instantané maximal enregistré à Montceaux-l'Étoile durant cette période, a été de 148 m3/s le 2 décembre 2003, tandis que le débit journalier maximal enregistré était de 
90,7 m3 le 5 novembre 2004. Si l'on compare la première de ces valeurs à l'échelle des QIX de la rivière, on constate que cette crue était largement supérieure au débit calculé de crue cinquantennale, et donc tout à fait exceptionnelle.
Il est intéressant de comparer ces débits de crue de l'Arconce à ceux d'un affluent important de la Seine, l'Eure, observés à Cailly-sur-Eure. Alors que le QIX 10 de l'Eure vaut 90 m3/s pour un bassin de 4 598 km2, celui de l'Arconce en vaut 84, c'est-à-dire presque autant, mais pour un bassin de seulement 600 km2 et un débit plus de trois fois moindre. Il en va de même pour le QIX 50 : 110 pour l'Arconce et 120 m3 pour l'Eure. Ainsi, les crues de la relativement modeste Arconce sont 
presque équivalentes à celles de l'Eure.

### Lame d'eau et débit spécifique
Au total, l'Arconce est une rivière abondante. La lame d'eau écoulée dans son bassin versant est de 299 millimètres annuellement, ce qui est un peu inférieur à la moyenne d'ensemble de la France tous bassins confondus, mais nettement plus élevé que la moyenne du bassin de la Loire (244 millimètres). Le débit spécifique (ou Qsp) de la rivière atteint 9,4 litres par seconde et par kilomètre carré de bassin.

## Curiosités - Tourisme

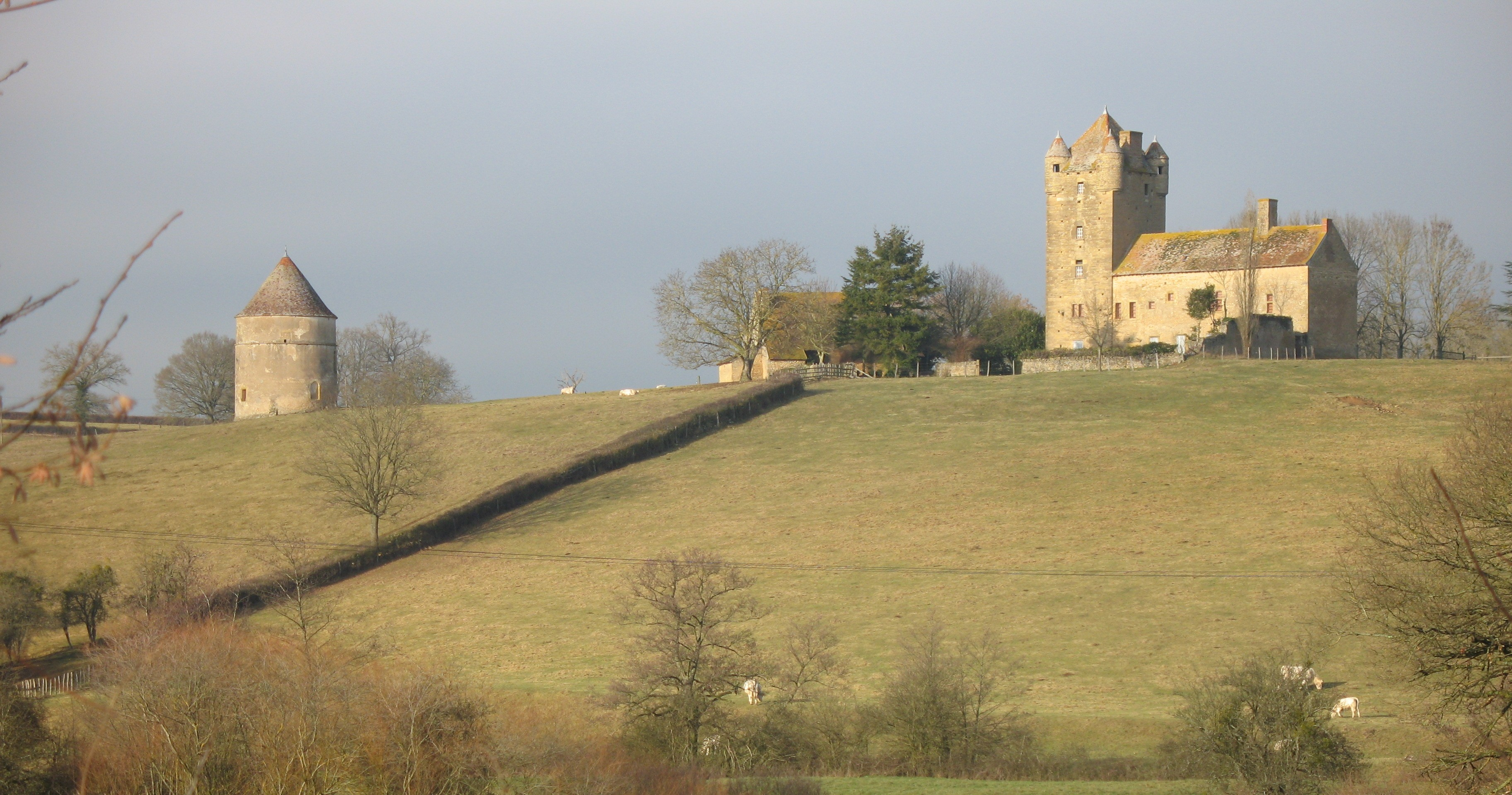
Le château de Montessus au bord de l'Arconce

Le bassin de l'Arconce bénéficie d'un patrimoine architectural civil et religieux extrêmement riche. La liste suivante est loin d'être exhaustive :
- Anzy-le-Duc, son ancien prieuré et sa superbe église romane, joyau de la région (le Brionnais).
- Charolles, son très riche patrimoine architectural allant du XIVe au XVIIIe siècle, fruit d'un passé glorieux.
- Montceaux-l'Étoile, son église romane des Saints-Pierre-et-Paul du XIIe siècle.
- Nombreuses églises romanes dans le Brionnais.
- Fermes fortifiées aux alentours de Charolles.
- Gastronomie renommée.

## Littérature
La source de l'Arconce est citée comme point de passage (et endroit de forte énergie terrestre) sur le chemin initiatique vers Compostelle dans le livre Les étoiles de Compostelle par Henri Vincenot.